# Иоахимсталер
Иоахимсталер (нем. Joachimstaler), шликталер (нем. Schlicktaler) — крупная серебряная монета, чеканившаяся в первой половине XVI века в богемском городе Йоахимсталь.

## Предпосылки появления
В 1486 году эрцгерцог Тироля Сигизмунд в связи с нехваткой золота и, в то же время, наличием серебряных рудников в своём государстве выпустил большую серебряную монету. По стоимости содержащегося в ней металла (31,7 г серебра 935 пробы) новая денежная единица была эквивалентна золотому рейнскому гульдену. По своей сути чеканка серебряного гульдена стала первой попыткой в Священной Римской империи заменить золотые монеты серебряными аналогами.
Новую монету называли «гульдинером» и «гульденгрошем». Появление крупной серебряной денежной единицы соответствовало нуждам торговли Европы того времени. Вначале крупные серебряные монеты выпускались мизерными тиражами и по своей сути являлись донативными, то есть подарочными. Первым гульденгрошеном, который являлся реальным расчётным средством, стала саксонская монета, чеканившаяся в 1500—1525 годах. Содержание в ней 27,4 г чистого серебра было выбрано не случайно. При соотношении стоимости серебра к золоту на то время как 10,8 к 1 стоимость этой монеты полностью соответствовала стоимости рейнского гольдгульдена, содержавшего 2,54 г золота. Именно она и стала прообразом иоахимсталера. Впоследствии, когда название «талер» стало общеупотребительным, данный саксонский гульденгрошен, благодаря характерным головным уборам изображённых на монете монархов, получил народно-обиходное название «клапмютценталер».

## Создание и история обращения
В 1510—1512 годах в области Рудных гор на западе Богемии были открыты богатые месторождения серебра. По приказу местного правителя Штефана Шлика в 1516 году был основан посёлок рудокопов, который получил название Таль, от нем. Tal — долина. В следующем, 1517, году разросшийся город в честь покровителя рудокопов святого Иоахима получил название Йоахимсталя.
В 1518 году барон Шлик получил монетную регалию (право на чеканку собственной монеты) от короля Чехии и Венгрии Людовика. В том же году было выпущено около 61,5 тысячи крупных серебряных монет по типу гульдинера. Их чеканка стала регулярной. Производительность монетного двора выросла с 92 416 талеров в 1519 году до 208 593 талеров в 1527 году, монеты имели вес в 29,25—29,5 г и содержали около 27,2 г чистого серебра. Также данные монеты имели характерный дизайн. Аверс содержал изображение святого Иоахима, а реверс — геральдического льва и титул короля Людовика.
В 1526 году Стефан Шлик участвовал в неудачной для христиан битве с турками при Мохаче. В ней он погиб вместе со своим сюзереном королём Людовиком. Ситуацией воспользовался эрцгерцог Австрии Фердинанд I Габсбург. Наследницей престола являлась его супруга Анна Ягеллонка. В феврале 1527 года в Праге состоялась коронация Фердинанда.
В 1528 году у семьи покойного графа Шлика было отобрано право чеканить собственные деньги. Монетный двор в Йоахимстале стал королевским. На монетах стали изображать портрет Фердинанда вместо святого Иоахима. С 1534 года количество серебра в иоахимсталерах было снижено с 27,2 до 26,39 г при сохранении общего веса в 29,5 г. В 1547 году во время Шмалькальденской войны город был разграблен. Семейство Шлик, участвовавшее в войне на стороне протестантов против короля, навсегда потеряло право на владение Йоахимсталем.
В связи с изменением дизайна чеканившейся в Йоахимстале крупной серебряной монеты в ряде источников временем окончания выпуска иоахимсталеров называется 1528 год.

## Влияние иоахимсталера на денежное обращение
По средневековым меркам, тираж новых гульдинеров был огромен. Всего до 1545 года из серебра рудников Йоахимстале было отчеканено более 3 млн экземпляров иоахимсталеров. Это принесло не только колоссальный доход семейству Шликов, но и привело к их распространению по всей Германии, Чехии и Венгрии, а также за их пределами. Большое количество характерных денежных знаков привело к тому, что их стали называть по месту чеканки «иоахимсталерами» или сокращённо «талерами». Это название позже перешло на все типы гульденгрошенов. В других странах оно трансформировалось в доллар, дальдер, дальдре, далер, таллеро, талари, толар, таляр. По образцу талеров чеканились такие монеты, как песо, пиастр, экю, крона, рубль и многие другие.
В России за основу была взята не вторая, а первая часть слова. В результате попадавшие из Европы крупные серебряные монеты получили название «ефимков».